# Deckenbuch
Das Deckenbuch zählt zu den Entwurfsunterlagen einer Straße und dient zur Auflistung sämtlicher geometrischer Punkte einer Fahrbahndecke entlang einer Achse. Grundlage für die Erstellung eines Deckenbuches ist die Achse einer Straße sowie deren Gradiente, Fahrbahnbreite und deren Querneigung. Die Deckenbuchberechnung wird in der Regel mit spezieller Planungssoftware durchgeführt und kann sowohl in Papierform als auch in digitaler Form ausgegeben werden. Bei der Absteckung auf der Baustelle werden die einzelnen geometrischen Punkte (wie beispielsweise Fahrbahnränder) dann in die Örtlichkeit übertragen.
Teilweise werden im Deckenbuch auch die Ränder anderer Schichten des Straßenoberbaus angegeben. Dazu gibt es aber auch den Begriff des Planumsbuchs.
Das Deckenbuch mit seinen Attributen und Relationen wird im Objektkatalog für das Straßen- und Verkehrswesen (OKSTRA) im Schemata 008:Entwurf beschrieben.